# Ян Чжисянь
Ян Чжися́нь (кит. упр. 杨之贤, пиньинь Yáng Zhīxián; род. 20 мая 1992, Чанша) — китайский пловец, призёр Азиатских игр.

## Биография
Родился в 1992 году в Чанша провинции Хунань.В 2012 году принял участие в Олимпийских играх в Лондоне, но там стал лишь 12-м. В 2014 году стал серебряным призёром Азиатских игр.